# 坎克巴赫河
47°29′45″N 11°05′53″E / 47.4958°N 11.0980°E

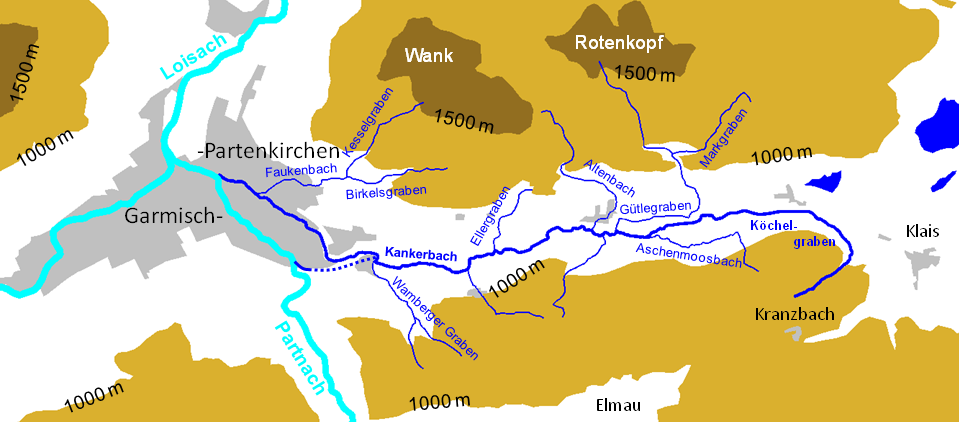

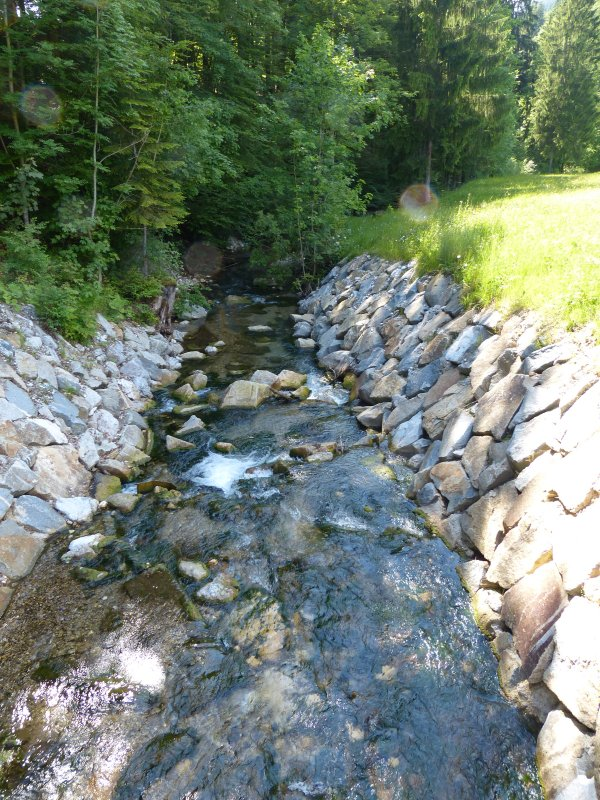

坎克巴赫河（德語：Kankerbach），是德國的河流，位於該國東南部，由巴伐利亞負責管轄，屬於帕爾特納赫河的右支流，河道全長11公里，流經加米施-帕滕基興縣。